# Eelco Gelling
Eelco Gelling (Zwartsluis, 12 juni 1946) is een Nederlandse bluesgitarist.

## Biografie
Gelling speelde begin jaren '60 in de groepen The Rocking Hurricanes en The Rocking Strings met Hans Kinds (slaggitaar) en Willy Middel (basgitaar); deze bands speelden een repertoire dat gestoeld was op gitaarmuziek van The Shadows. Rond 1964 kwam zanger Harry Muskee bij het trio. Het repertoire werd meer blues-gericht en de naam veranderde in Cuby and the Blizzards (C+B). De groep werd erg populair in de Amsterdamse undergroundscene. De band nam in 1967 zonder Muskee en Herman Brood, die in 1967 als pianist bij de band was gekomen, een lp op met de Amerikaanse blueszanger-pianist Eddy Boyd (Praise The Blues) en maakte met Van Morrison een korte tournee door Nederland. Gelling maakte eind jaren '60 een uitstapje naar de groep Tower, met onder meer Boudewijn de Groot. Daarvoor werd hij gevraagd door John Mayalls Bluesbreakers, als vervanger van Peter Green. Ook Van Morrison vroeg hem, maar Gelling koos voor C+B. In 1972 werd besloten om met Cuby and the Blizzards te stoppen. In 1975 volgde de band Red White 'n Blue, met naast Gelling en Muskee, gitarist Frank Nuyens (Q65), basgitarist Lou(rens) Leeuw en drummer Herman van Boeyen in de gelederen. In 1976 heette de band in gewijzigde samenstelling (met wederom Herman Brood als pianist) weer Cuby and the Blizzards. Eelco Gelling sloot zich vervolgens aan bij Golden Earring, waarmee hij niet alleen speelde op verschillende platen, maar tevens door Amerika toerde. Het boterde echter niet tussen Gelling en het strak georganiseerde Golden Earring-bedrijf, met als gevolg dat Gelling tijdens een Amerikaanse tournee vertrok.
Terug in Nederland vulde Gelling zijn tijd voornamelijk met het meedoen aan opnamesessies met onder meer Flavium en was hij ook enige tijd lid van de Freelance Band, tot hij in het begin van de jaren '80 weer werd herenigd met Harry Muskee in de Muskee Gang. Tijdens de opnamen van de tweede lp, Rimshots In The Dark (1986), werd Gelling vervangen door Erwin Java. Vervolgens bracht hij met Blues Connection twee jaar later een lp uit. In de jaren '90 deed Gelling vooral veel sessiewerk. Sinds 1997 heeft hij een eigen band, Eelco Gelling Band, bestaande uit zanger-gitarist Ron Krop, basgitarist Arjen Rijsdijk en drummer Jeffrey van Duffelen.

## Discografie

### Singles metCuby and the Blizzards
| Single met eventuele hitnotering(en) in de Nederlandse Top 40 | Datum van verschijnen | Datum van binnenkomst | Hoogste positie | Aantal weken | Opmerkingen |
| ------------------------------------------------------------- | --------------------- | --------------------- | --------------- | ------------ | ----------- |
| Stumble And Fall/I'm So Restless                              | 1965                  | -                     | -               | -            | -           |
| LSD Got A Million Dollars/Your Body Not Your Soul             | 1966                  | -                     | -               | -            | -           |
| Back Home/Sweet Mary                                          | 1966                  | 17-09-1966            | 33              | 4            | Philips     |
| Richard Cory/You Don't Know                                   | 1966                  | -                     | -               | -            | -           |
| Just For Fun/Things I Remember                                | 1967                  | 18-03-1967            | 34              | 4            | Philips     |
| Another Day, Another Road/Feeling Like A Suitcase             | 1967                  | 15-07-1967            | 20              | 7            | Philips     |
| Distant Smile/Don't Know Which Way To Go                      | 1967                  | 16-12-1967            | 20              | 6            | -           |
| The Sunshine Of Your Shadow/Crying Tears                      | 1967                  | -                     | -               | -            | -           |
| Another Land/Somebody Will Know Someday                       | 1967                  | -                     | -               | -            | -           |
| Window Of My Eyes/Checkin' Up On My Baby                      | 1968                  | 28-09-1968            | 10              | 10           | Philips     |
| Nostalgic Toilet/116 a Queensway                              | 1968                  | -                     | -               | -            | -           |
| Appleknockers Flophouse/Because Of Illness                    | 1969                  | -                     | -               | -            | -           |
| Thursday Night/Wee Wee Baby                                   | 1970                  | -                     | -               | -            | -           |
| Backstreet/Easy To Leave Hard To Forget                       | 1971                  | -                     | -               | -            | -           |
| Pawnbroker/Straight No Chaser                                 | 1972                  | -                     | -               | -            | -           |
| Sometimes/Every Time                                          | 1972                  | -                     | -               | -            | -           |
| Kid Blue/Perfect Song                                         | 1976                  | -                     | -               | -            | -           |
| Going To The City/Maybe We Need                               | 1977                  | -                     | -               | -            | -           |

### Albums met Cuby and the Blizzards
| Album met eventuele hitnotering(en) in de Nederlandse Album Top 100 | Datum van verschijnen | Datum van binnenkomst | Hoogste positie | Aantal weken | Opmerkingen |
| ------------------------------------------------------------------- | --------------------- | --------------------- | --------------- | ------------ | ----------- |
| Desolation                                                          | 1966                  | -                     | -               | -            | -           |
| Praise The Blues                                                    | 1967                  | met Eddie Boyd -      | -               | -            | -           |
| Groeten Uit Grollo                                                  | 1967                  | -                     | -               | -            | -           |
| Trippin' Thru' A Midnight Blues                                     | 1968                  | -                     | -               | -            | -           |
| Live! At Düsseldorf                                                 | 1968                  | met Alexis Korner -   | -               | -            | -           |
| On The Road                                                         | 1968                  | -                     | -               | -            | -           |
| Cuby's Blues                                                        | 1969                  | -                     | -               | -            | -           |
| Appleknockers Flophouse                                             | 1969                  | -                     | -               | -            | -           |
| Too Blind To See                                                    | 1970                  | -                     | -               | -            | -           |
| King Of The World                                                   | 1970                  | -                     | -               | -            | -           |
| Simple Man                                                          | 1971                  | -                     | -               | -            | -           |
| Sometimes                                                           | 1972                  | -                     | -               | -            | -           |
| Ballads                                                             | 1973                  | -                     | -               | -            | -           |
| Afscheidsconcert                                                    | 1974                  | -                     | -               | -            | -           |
| Kid Blue                                                            | 1976                  | -                     | -               | -            | -           |
| Old Times Good Times                                                | 1977                  | -                     | -               | -            | -           |
| The Forgotten Tapes                                                 | 1979                  | -                     | -               | -            | -           |
| Featuring Herman Brood Live                                         | 1979                  | -                     | -               | -            | -           |
| Blues Traveller                                                     | 2000                  | 4-cd -                | -               | -            | -           |

### Singles metThe Tower
| Single met eventuele hitnotering(en) in de Nederlandse Top 40 | Datum van verschijnen | Datum van binnenkomst | Hoogste positie | Aantal weken | Opmerkingen |
| ------------------------------------------------------------- | --------------------- | --------------------- | --------------- | ------------ | ----------- |
| In Your Life/Slow Motion Mind                                 | 1968                  | -                     | -               | -            | -           |
| Captain Decker/Steps into space                               | 1969                  | -                     | -               | -            | -           |

### Singles metRed White 'n Blue
| Single met eventuele hitnotering(en) in de Nederlandse Top 40 | Datum van verschijnen | Datum van binnenkomst | Hoogste positie | Aantal weken | Opmerkingen |
| ------------------------------------------------------------- | --------------------- | --------------------- | --------------- | ------------ | ----------- |
| Master Of Planning/Pigeon Girl                                | 1975                  | -                     | -               | -            | -           |
| Happyville/ Country Life                                      | 1976                  | -                     | -               | -            | -           |

### Albums met Red White 'n Blue
| Album met eventuele hitnotering(en) in de Nederlandse Album Top 100 | Datum van verschijnen | Datum van binnenkomst | Hoogste positie | Aantal weken | Opmerkingen |
| ------------------------------------------------------------------- | --------------------- | --------------------- | --------------- | ------------ | ----------- |
| Red White 'n Blue                                                   | 1975                  | -                     | -               | -            | -           |

### Singles met deGolden Earring
| Single met eventuele hitnotering(en) in de Nederlandse Top 40 | Datum van verschijnen | Datum van binnenkomst | Hoogste positie | Aantal weken | Opmerkingen |
| ------------------------------------------------------------- | --------------------- | --------------------- | --------------- | ------------ | ----------- |
| Bombay                                                        | 1976                  | -                     | -               | -            | -           |
| Radar Love Live                                               | 1977                  | -                     | -               | -            | -           |
| Movin' Down Life/Can't Talk Now                               | 1978                  | -                     | -               | -            | -           |

### Albums met de Golden Earring
| Album met eventuele hitnotering(en) in de Nederlandse Album Top 100 | Datum van verschijnen | Datum van binnenkomst | Hoogste positie | Aantal weken | Opmerkingen |
| ------------------------------------------------------------------- | --------------------- | --------------------- | --------------- | ------------ | ----------- |
| Contraband                                                          | 1977                  | -                     | -               | -            | -           |
| Live                                                                | 1977                  | -                     | -               | -            | -           |
| Grab It for a Second                                                | 1978                  | -                     | -               | -            | -           |

### Albums metFreelance Band
| Album met eventuele hitnotering(en) in de Nederlandse Album Top 100 | Datum van verschijnen | Datum van binnenkomst | Hoogste positie | Aantal weken | Opmerkingen |
| ------------------------------------------------------------------- | --------------------- | --------------------- | --------------- | ------------ | ----------- |
| Rough 'n' Tough                                                     | 1980                  | -                     | -               | -            | -           |

### Albums met deMuskee Gang
| Album met eventuele hitnotering(en) in de Nederlandse Album Top 100 | Datum van verschijnen | Datum van binnenkomst | Hoogste positie | Aantal weken | Opmerkingen |
| ------------------------------------------------------------------- | --------------------- | --------------------- | --------------- | ------------ | ----------- |
| Rimshots In The Dark                                                | 1986                  | -                     | -               | -            | -           |

### Albums met deBlues Connection
| Album met eventuele hitnotering(en) in de Nederlandse Album Top 100 | Datum van verschijnen | Datum van binnenkomst | Hoogste positie | Aantal weken | Opmerkingen |
| ------------------------------------------------------------------- | --------------------- | --------------------- | --------------- | ------------ | ----------- |
| Featuring Eelco Gelling                                             | 1988                  | -                     | -               | -            | -           |

### Soloalbums
| Album met eventuele hitnotering(en) in de Nederlandse Album Top 100 | Datum van verschijnen | Datum van binnenkomst | Hoogste positie | Aantal weken | Opmerkingen |
| ------------------------------------------------------------------- | --------------------- | --------------------- | --------------- | ------------ | ----------- |
| The Missing Link                                                    | 2000                  | dubbel cd             | -               | -            | -           |

### Albums met deEelco Gelling Band
| Album met eventuele hitnotering(en) in de Nederlandse Album Top 100 | Datum van verschijnen | Datum van binnenkomst | Hoogste positie | Aantal weken | Opmerkingen |
| ------------------------------------------------------------------- | --------------------- | --------------------- | --------------- | ------------ | ----------- |
| On The Road                                                         | 2005                  | -                     | -               | -            | -           |